# Antwaan Randle El
Antwaan Randle El (født 17. august 1979 i Riverdale, Illinois, USA) er en tidligere amerikansk footballspiller, der spillede i NFL som wide receiver, primært for Pittsburgh Steelers. Han kom ind i ligaen i 2002 og spillede frem til 2010.
Randle El var en del af det Pittsburgh Steelers-hold, der i 2006 vandt Super Bowl XL efter sejr over Seattle Seahawks.

## Klubber
- 2002-2005: Pittsburgh Steelers
- 2006-2009: Washington Redskins
- 2010: Pittsburgh Steelers